# And I'll Scratch Yours
And I'll Scratch Yours è un album in studio sviluppato dal musicista inglese Peter Gabriel e pubblicato nel settembre 2013.

## Il disco
Il disco è costituito da dodici brani di Peter Gabriel interpretati da diversi artisti del panorama rock mondiale.

## Tracce
Tutte le tracce sono state scritte da Peter Gabriel, eccetto Mother of Violence, scritta da Peter Gabriel e Jill Gabriel.

1. I Don't Remember – 3:38 – David Byrne
2. Come Talk to Me – 6:20 – Bon Iver
3. Blood of Eden – 4:39 – Regina Spektor
4. Not One of Us – 3:49 – Stephin Merritt
5. Shock the Monkey – 5:49 – Joseph Arthur
6. Big Time – 3:29 – Randy Newman
7. Games Without Frontiers – 3:22 – Arcade Fire
8. Mercy Street – 5:28 – Elbow
9. Mother of Violence – 3:00 – Brian Eno
10. Don't Give Up – 5:28 – Feist feat. Timber Timbre
11. Solsbury Hill – 5:24 – Lou Reed
12. Biko – 4:19 – Paul Simon